# Cephalotes palustris
Cephalotes palustris é uma espécie de inseto do gênero Cephalotes, pertencente à família Formicidae.